# Kommander of Kaos
"Kommander of Kaos" é o segundo álbum solo lançado pela vocalista Wendy O. Williams. Esse álbum foi gravado em 1984, mas só foi lançado no ano de 1986.
No decorrer dos anos, esse álbum foi relançado por diversas gravadoras independentes, tais como "Plasmatics Media" e "Powerage".

## Faixas
1. "Hoy Hey (Live to Rock)"
2. "Pedal to the Metal"
3. "Goin' Wild"
4. "Ain't None of Your Business" (ao vivo)
5. "Party"
6. "Jailbait"
7. "Bad Girl"
8. "Fight for the Right"
9. "(Work That Muscle) F*ck That Booty"

## Músicos[1]
- Wendy O. Williams - Vocal
- Michael Ray - Guitarra, backing vocal
- Greg Smith - Contra-baixo, backing vocal
- T.C. Tolliver - Bateria
- Wes Beech - Guitarra

Gravado no "Airplane Hangar" e "Broccoli Rabe Studios" (em Fairfield, Nova Jérsei) - "Effenel Music Mobile Unit" e "L'amour" (no Brooklyn, Nova York).